# Dobiesław (powiat gryficki)
Dobiesław – osada w Polsce położona w województwie zachodniopomorskim, w powiecie gryfickim, w gminie Płoty.
W latach 1975–1998 miejscowość należała administracyjnie do województwa szczecińskiego.
W 2002 roku osada liczyła 8 mieszkalnych budynków, w nich 17 mieszkań ogółem, z nich 17 zamieszkane stale. Z 17 mieszkań zamieszkanych 2 mieszkań wybudowany przed 1918, 13 – między 1918 a 1944 rokiem i 2 – między 1945 a 1970.
Od 59 osób 16 było w wieku przedprodukcyjnym, 29 – w wieku produkcyjnym mobilnym, 6 – w wieku produkcyjnym niemobilnym, 8 – w wieku poprodukcyjnym. Od 48 osób w wieku 13 lat i więcej 4 mieli wykształcenie średnie, 12 – zasadnicze zawodowe, 25 – podstawowe ukończone i 7 – podstawowe nieukończone lub bez wykształcenia.

## Ludność[2]
W 2011 roku w osadzie żyło 71 osób, z nich 36 mężczyzn i 35 kobiet; 23 było w wieku przedprodukcyjnym, 26 – w wieku produkcyjnym mobilnym, 13 – w wieku produkcyjnym niemobilnym, 9 – w wieku poprodukcyjnym.